# 科讷德拉巴尔德
科讷德拉巴尔德（法語：Conne-de-Labarde，法語發音：[kɔn də labaʁd]）是法国多尔多涅省的一个市镇，属于贝尔热拉克区。

## 地理
科讷德拉巴尔德（44°46'49"N, 0°33'16"E）面积10.05 平方千米，位于法国新阿基坦大区多爾多涅省，该省份为法国西南部内陆省份，是法國本土面积第三大的省，大致对应佩里戈尔地区，北起顺时针与夏朗德省、上维埃纳省、科雷兹省、洛特省、洛特-加龙省、吉倫特省和滨海夏朗德省接壤。
与科讷德拉巴尔德接壤的市镇（或旧市镇、城区）包括：圣纳克桑、圣欧班德朗凯、布尼亚格、科隆比耶、圣塞尔南-德拉巴尔德。

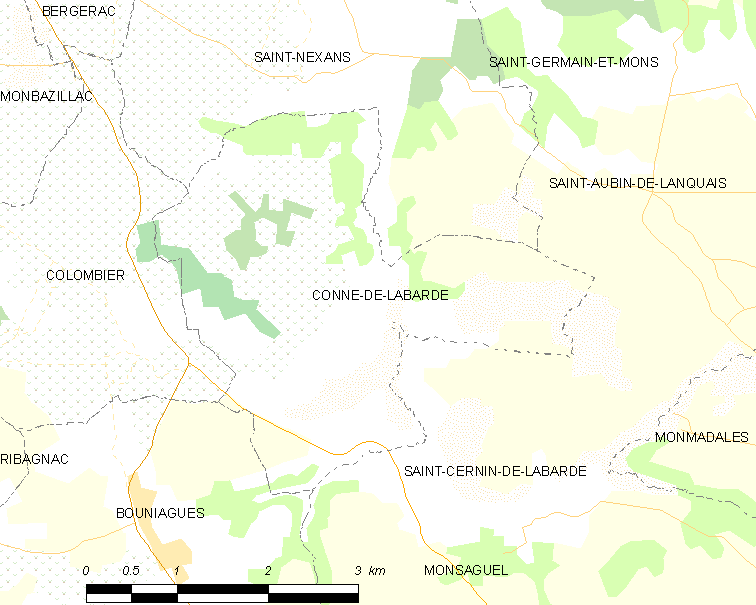
科讷德拉巴尔德的OSM定位图

科讷德拉巴尔德的时区为UTC+01:00、UTC+02:00（夏令时）。

## 行政
科讷德拉巴尔德的邮政编码为24560，INSEE市镇编码为24132。

## 政治
科讷德拉巴尔德所属的省级选区为南贝尔热拉库瓦县。

## 人口

1962-2008年间科讷德拉巴尔德人口变化图示

科讷德拉巴尔德于2022年1月1日时的人口数量为255人。